# Phostria euryleucalis
Phostria euryleucalis là một loài bướm đêm trong họ Crambidae.